# Тютяев, Кирилл Алексеевич
Кирилл Алексеевич Тютяев (род. 8 августа 2000, Екатеринбург) — российский хоккеист, нападающий.

## Биография
Воспитанник екатеринбургского хоккея («Юность», «Автомобилист», «Авто-Спартаковец»). В сезоне 2017/18 дебютировал в команде МХЛ «Авто». В сезоне 2019/20 также играл за команду ВХЛ «Горняк» Учалы. На драфте НХЛ 2019 года был выбран в 7-м раунде под общим 190-м номером клубом «Детройт Ред Уингз». Сезон 2020/21 отыграл в команде чемпионата Белоруссии «Юность» Минск. Затем уехал в Северную Америку, где выступал за фарм-клубы «Детройта» «Гранд-Рапидс Гриффинс» (AHL, 2021/22 — 2022/23) и «Толидо Уоллай» (ECHL, 2022/23 — 2023/24).
В конце 2023 года вернулся в «Автомобилист», подписав двусторонний контракт до 30 апреля 2025 года. 15 января 2024 года в домашнем матче против ЦСКА (3:2) дебютировал в КХЛ.